# Клауке, Юрген
Юрген Клауке (нем. Jürgen Klauke; 6 сентября 1943, Клидинг) — немецкий художник и фотограф.

## Биография
Юрген Клауке проходил обучение в колледже искусства и дизайна в Кёльне. Изначально Клауке предпочитал работать в области рисования, но с 1970 года он начал заниматься фотографией используя себя же в качестве модели. В 1971 году вышла его книга «Я и Я, ежедневные рисунки и фотографические серии». В ранних автопортретах он представал украшенным различными аксессуарами общества, жадного на секс, но не способного любить. Он использовал себя, как гермафродитный объект — тема, которая в настоящее время повсеместно доминанта в обществе, искусстве и средствах информации. Несмотря на то, что многие из своих идей он реализовал в формате видео, фотографические серии оставались для него в приоритете.

## Творчество
С самого начала его работы были связаны с темами половой жизни, психики, особенностями тела и его использованием. Даже поведение политика, вера во власть и повиновение ей в какой-то степени отражены в некоторых его работах. Серия Клауке «Формализованная тоска» созданная между 1979 и 1980 гг. стала прорывом к международной славе. Он разработал художественный язык более строгих, но менее прозрачных правил поведения. Впервые он представил свои циклы в виде многосекционных табличных изображений, добавляющих медитативный и одновременно прозаический тон. В искусстве Клауке имеется исключительная взаимосвязь между личностью и работой, или искусством и жизнью, к достижению которой так отчаянно стремятся другие художники.